# Чемпионат мира по фехтованию 1930
Чемпионат мира по фехтованию в 1930 году проходил в Льеже (Бельгия); на момент проведения он считался европейским турниром, а статус чемпионата мира ему был присвоен задним числом в 1937 году. Среди мужчин соревнования проходили в личном и командном зачёте по фехтованию на саблях, рапирах и шпагах, среди женщин — только личное первенство на рапирах.

## Общий медальный зачёт
| Место | Страна              | Золото | Серебро | Бронза | Всего |
| ----- | ------------------- | ------ | ------- | ------ | ----- |
| 1     | Королевство Италия  | 2      | 5       | 1      | 8     |
| 2     | Королевство Венгрия | 2      | 1       | 1      | 4     |
| 3     | Бельгия             | 2      | 0       | 1      | 3     |
| 4     | Франция             | 1      | 1       | 2      | 4     |
| 5     | Великобритания      | 0      | 0       | 1      | 1     |
| 5     | Польша              | 0      | 0       | 1      | 1     |
| Всего | Всего               | 7      | 7       | 7      | 21    |

## Медалисты

### Мужчины
| Дисциплина                  | Золото | Серебро | Бронза |
| --------------------------- | --- | --- | --- |
| Шпага Личное первенство     | Филипп Катьо | Альфредо Пеццана | Андре Россиньоль |
| Шпага Командное первенство  | Бельгия · Эмиль Барьбе · Бальтазар де Бёкелаэр · Шарль Дебёр · Шарль Дельпорт · Вилли Остеррит · Леон Том        | Италия · Карло Агостони · Альфредо Пеццана · Джанкарло Корнаджа-Медичи · Ренцо Миноли · Саверио Раньо · Франко Риккарди | Франция · Андре Бор · Филипп Катьо · Андре Лабатю · Жан Лакруа · Бернар Шмец · Андре Россиньоль                     |
| Рапира Личное первенство    | Джулио Гаудини                                                                                                   | Густаво Марци | Джоаккино Гваранья                                                                                                  |
| Рапира Командное первенство | Италия · Родольфо Терлицци · Джулио Гаудини · Джоаккино Гваранья · Густаво Марци · Уго Пиньотти · Саверио Раньо  | Франция · Рене Буньоль · Филипп Катьо · Жак Кутро · Эдвар Гардер · Рене Лемуэн                                          | Бельгия · Раймон Брю · Жорж де Бургиньон · Максимильен Жанле · Пьер Пеше · Роберт т’Сас · Эдуар Ив                  |
| Сабля Личное первенство     | Дьёрдь Пиллер-Йекельфалушши                                                                                      | Аттила Печауэр | Дьёрдь Дорош |
| Сабля Командное первенство  | Венгрия · Янош Гараи · Дьюла Гликаиш · Шандор Гомбош · Йожеф Ради · Аттила Печауэр · Дьёрдь Пиллер-Йекельфалушши | Италия · Ренато Ансельми · Артуро Де Векки · Джулио Гаудини · Густаво Марци · Альфредо Пеццана · Эмилио Салафия         | Польша · Казимеж Ласковский · Лешек Лубич-Ныч · Адам Папе · Владислав Сегда · Казимеж Шемплиньский · Тадеуш Фридрих |

### Женщины
| Дисциплина               | Золото        | Серебро         | Бронза          |
| ------------------------ | ------------- | --------------- | --------------- |
| Рапира Личное первенство | Дженни Аддамс | Германа Швайгер | Мэри-Эн Венэблс |